# 고흥도화고등학교
고흥도화고등학교(高興道化高等學校)는 대한민국 전라남도 고흥군 도화면 당오리에 있는 공립 고등학교이다.

## 학교 연혁
- 1975년 3월 11일 : 흥양고등학교로 개교
- 1978년 3월 1일 : 고흥도화고등학교로 개명
- 1992년 3월 1일 : 고흥도화종합고등학교로 개명 (전자과 신설)
- 2002년 3월 1일 : 고흥도화고등학교로 개명
- 2020년 3월 1일 : 학과 개편(전기전자과)
- 2023년 1월 5일 : 제46회 25명 졸업(졸업생 총수 4,535명)
- 2023년 3월 2일 : 신입생 입학(17명)
- 2023년 9월 1일 : 제19대 이천호 교장 부임

## 설치 학과
- 전기전자과

## 참고 자료
- 고흥도화고등학교 - 한국교육학술정보원 학교알리미